# 好好瑪
好好瑪（英語：Ho Ho Khan，來港前稱Mulanchi），是一匹曾在紐西蘭和香港出賽的現役澳洲賽駒，來港後練馬師是賀賢。

## 簡介
2018年6月16日，「好好瑪」於香港首次出賽。
2018年11月4日，「好好瑪」打開其在港的勝利之門。
2019年5月5日，何澤堯策騎「好好瑪」勝出國際三級賽皇太后紀念盃。賽後，何澤堯形容「好好瑪」將會是匹哩半途程專家，更認為「好好瑪」的份量在頂班賽事中仍足以具競爭力。他說道：「我知道坐騎可以扳至此途程，只要能平衡坐騎走勢，以及確保牠在放鬆下走勢暢順，牠便有不俗機會，而馬兒亦表現出色。」他補充：「『好好瑪』必具實力在高班賽事爭勝，牠鬥心濃烈，脾性乖巧，而且不斷進步。」練馬師賀賢則未有完全認同何澤堯的看法，他說道：「牠未必是匹正宗的2400米長途馬。跑2000米時牠走來仍有點稚嫩，至目前為止我們仍未安排牠佩戴如眼罩般的配備，因此牠仍可憑新鮮感出爭2000米途程的賽事。」
2021年5月12日，「好好瑪」宣告退役，正式結束其在港的競賽生涯。回顧「好好瑪」的在港競賽生涯，自從「好好瑪」在2019年勝出國際三級賽皇太后紀念盃後，「好好瑪」15次出賽皆未再跑入前三名，期間更曾被發現右邊肋骨部位受傷。
2021年11月26日，「好好瑪」加盟以澳洲為訓練基地的菲道明（Mitchell Freedman）馬房，繼續其競賽生涯。
2021年12月26日，「好好瑪」抵達澳洲後首次在分級賽亮相，在史卓豐胯下出戰夏季盃，取得第八名。
2022年2月14日，Tahlia Hope策騎「好好瑪」勝出澳洲雅域馬場的國際三級賽霍巴特盃，而這場賽事是一場2400米的賽事，證明了何澤堯先前的判斷正確，「好好瑪」確實是一匹哩半途程專家。2月23日，「好好瑪」在Tahlia Hope胯下出戰國際三級賽朗斯頓盃也取得一席第二名，充分展現了其哩半途程的專長。

## 在港勝出賽事全紀錄
| 比賽日期   | 賽事名稱             | 賽事班次 | 賽道 | 賽事路程 | 比賽馬場 | 名次 | 完成時間 | 騎師   |
| ---------- | -------------------- | -------- | ---- | -------- | -------- | ---- | -------- | ------ |
| 04/11/2018 | AHAVA讓賽            | 第三班   | 草地 | 1800米   | 沙田馬場 | 1    | 1:48.03  | 何澤堯 |
| 04/11/2018 | 奇異光芒讓賽         | 第三班   | 草地 | 1800米   | 沙田馬場 | 1    | 1:47.65  | 何澤堯 |
| 20/01/2019 | 新街讓賽             | 第二班   | 草地 | 1800米   | 沙田馬場 | 1    | 1:46.61  | 何澤堯 |
| 05/05/2019 | 皇太后紀念盃（讓賽） | G3       | 草地 | 2400米   | 沙田馬場 | 1    | 2:28.06  | 何澤堯 |

## 在港一級賽出賽全紀錄
| 比賽日期   | 賽事名稱         | 賽事班次 | 賽道 | 賽事路程 | 比賽馬場 | 名次 | 完成時間 | 騎師   |
| ---------- | ---------------- | -------- | ---- | -------- | -------- | ---- | -------- | ------ |
| 08/12/2019 | 浪琴表香港瓶     | G1       | 草地 | 2400米   | 沙田馬場 | 6    | 2:25.93  | 何澤堯 |
| 16/02/2020 | 花旗銀行香港金盃 | G1       | 草地 | 2000米   | 沙田馬場 | 6    | 2:02.36  | 何澤堯 |
| 13/12/2020 | 浪琴表香港瓶     | G1       | 草地 | 2400米   | 沙田馬場 | 4    | 2:28.17  | 何澤堯 |

## 在港以外大賽出賽全紀錄
| 比賽日期   | 賽事名稱 | 賽事班次 | 賽道 | 賽事路程 | 比賽馬場   | 名次 | 完成時間 | 騎師        |
| ---------- | -------- | -------- | ---- | -------- | ---------- | ---- | -------- | ----------- |
| 26/12/2021 | 夏季盃   | G3       | 草地 | 2000米   | 蘭域馬場   | 8    | —        | 史卓豐      |
| 13/02/2022 | 霍巴特盃 | G3       | 草地 | 2400米   | 雅域馬場   | 1    | 2:32.50  | Tahlia Hope |
| 23/02/2022 | 朗斯頓盃 | G3       | 草地 | 2400米   | 朗斯頓馬場 | 2    | —        | Tahlia Hope |
| 12/03/2022 | 澳洲盃   | G1       | 草地 | 2000米   | 費明頓馬場 | 4    | —        | Tahlia Hope |

## 外部連結
- . 2019-05-05  [2019-05-05].